# Fimrehår
Et fimrehår, cilium, flagel, flagellum (flertal cilier, cilia, flagella) er et organel, som stikker ud af nogle eukaryote eller prokaryote celler. Fimrehårs længde er omkring 10 mikrometer.
Der er to typer af fimrehår:
- bevægelig fimrehår – som slår i en retning
- ikke-bevægelig fimrehår – som sædvanligvis fungerer som sensortråde

Fimrehår findes i alle dyr, selv om nematoder og artropoder kun har ikke-bevægelige fimrehår. Fimrehår er sjældne i planter. Slim (i slimhinden) og fimrehår er vigtige for de fleste dyr – lige fra encellede til fisk og mennesker. De fleste organismer har bevægelige fimrehår for at flytte en væske over deres celleoverflade.
Bevægelige fimrehår findes næsten ikke alene. De findes som regel på cellers overflade i stort antal, som slår i samordnede bølger. I mennesker findes bevægelige fimrehår i slimhinderne som f.eks. luftrøret og lungerne, hvor de flytter slim (mucus) ud og dermed renser lunger og luftrør for snavs som f.eks. pollen, svampesporer, bakteriesporer, luftforurening og tobaksrøg.
Cilia er strukturelt identiske med eukaryotiske flagella, og de to termer anvendes ofte i flæng. Generelt anvendes cilia ofte når de er talrige, korte og samordnede og flagella når de er få og "lange".